# Португалия на летних Олимпийских играх 1968
Португалия принимала участие в Летних Олимпийских играх 1968 года в Мехико (Мексика) в двенадцатый раз за свою историю, но не завоевала ни одной медали.